# Hans Ernback
Hans Ernback (27 de marzo de 1942–19 de febrero de 2013) fue un actor sueco. Apareció en una veintena de películas de cine y televisión entre 1966 y 1984.[cita requerida]

## Filmografía
| Año  | Título                            | Papel           |
| ---- | --------------------------------- | --------------- |
| 1966 | Ormen                             | Bill Stenberg   |
| 1966 | Adamsson i Sverige                | Rikard Adamsson |
| 1967 | Roseanna                          | Folke Bengtsson |
| 1967 | Bränt barn                        | Bengt Lundin    |
| 1968 | Vindingevals                      | Gustav Kron     |
| 1968 | Fanny Hill                        | Roger Boman     |
| 1970 | Nana                              | Hoffman         |
| 1971 | Midsommardansen                   | Pekka           |
| 1977 | Games of Love and Loneliness      | Narrador        |
| 1979 | Linus eller Tegelhusets hemlighet | Helge           |
| 1981 | Operation Leo                     |                 |